# Liste der Monuments historiques in Xamontarupt
Die Liste der Monuments historiques in Xamontarupt führt die Monuments historiques in der französischen Gemeinde Xamontarupt auf.

## Liste der Immobilien
| Bezeichnung | Beschreibung | Standort                 | Kennzeichnung | Schutzstatus | Datum | Bild |
| ----------- | --- | ------------------------ | ------------- | ------------ | ----- | ---- |
| Sägemühle   | Ensemble aus Bauernhof, Sägemühle, Holzschuhwerkstatt, Mahlmühle und Schmiede, 19. und 20. Jahrhundert; einschließlich der wasserbaulichen Anlagen und der technischen Ausstattung | 17 rue du Village (Lage) | PA88000054    | Inscrit      | 2013  |      |